# Hans Herbjørnsrud
Hans Herbjørnsrud, född 2 januari 1938 i Heddal i Notoddens kommun, Telemark fylke, död 15 november 2023 på samma plats, var en norsk författare och jordbrukare.

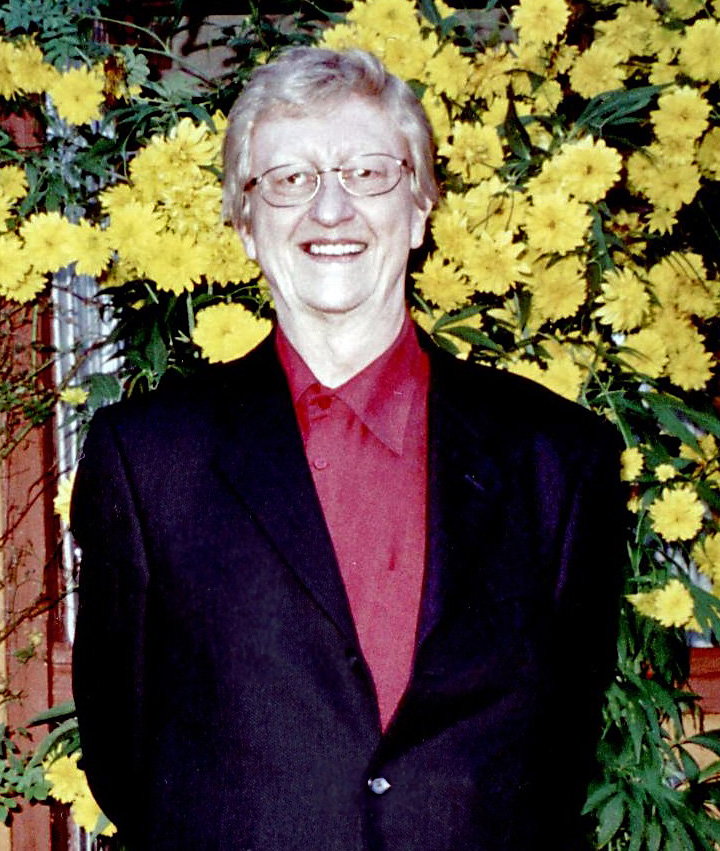
Hans Herbjørnsrud 2005.

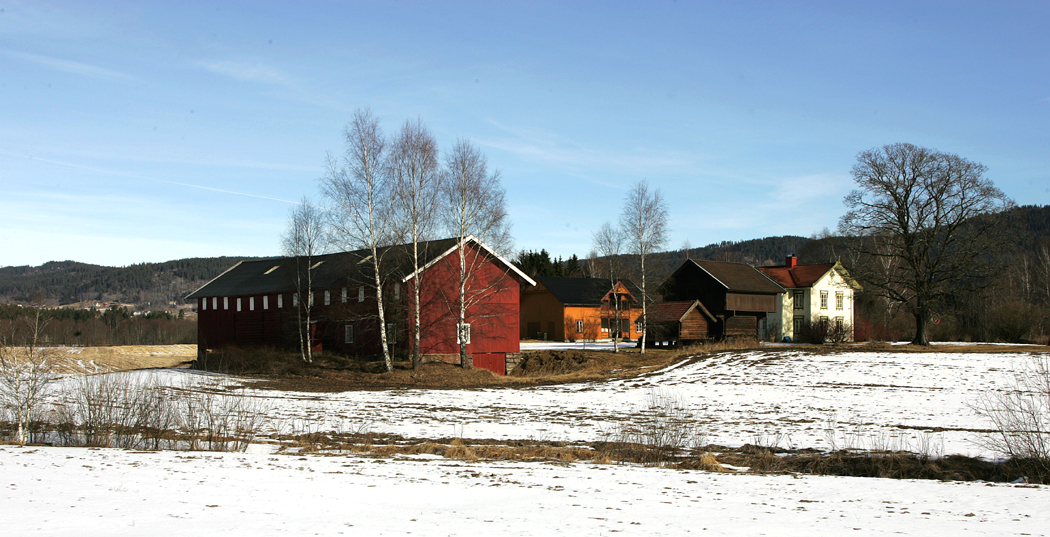
Gården Herbjørnsrud i Heddal (2005).

Herbjørnsrud arbetade tidigare som lärare, tills han i slutet av 1970-talet tog över släktgården. Författardebuten gjordes 1979 med novellsamlingen Vitner som han fick Tarjei Vesaas debutantpris för. Han var två gånger nominerad till Nordiska rådets litteraturpris, 1998 för novellsamlingen Blinddøra och 2002 för novellsamlingen Vi vet så mye. 1999 blev han nominerad till det europeiska Aristeion-priset. Hans noveller är översatta till flera språk, bland andra tyska, engelska, franska, ryska och ungerska. 
Han var bosatt på släktgården Herbjørnsrud i Notoddens kommun.